# Chûn Quoit

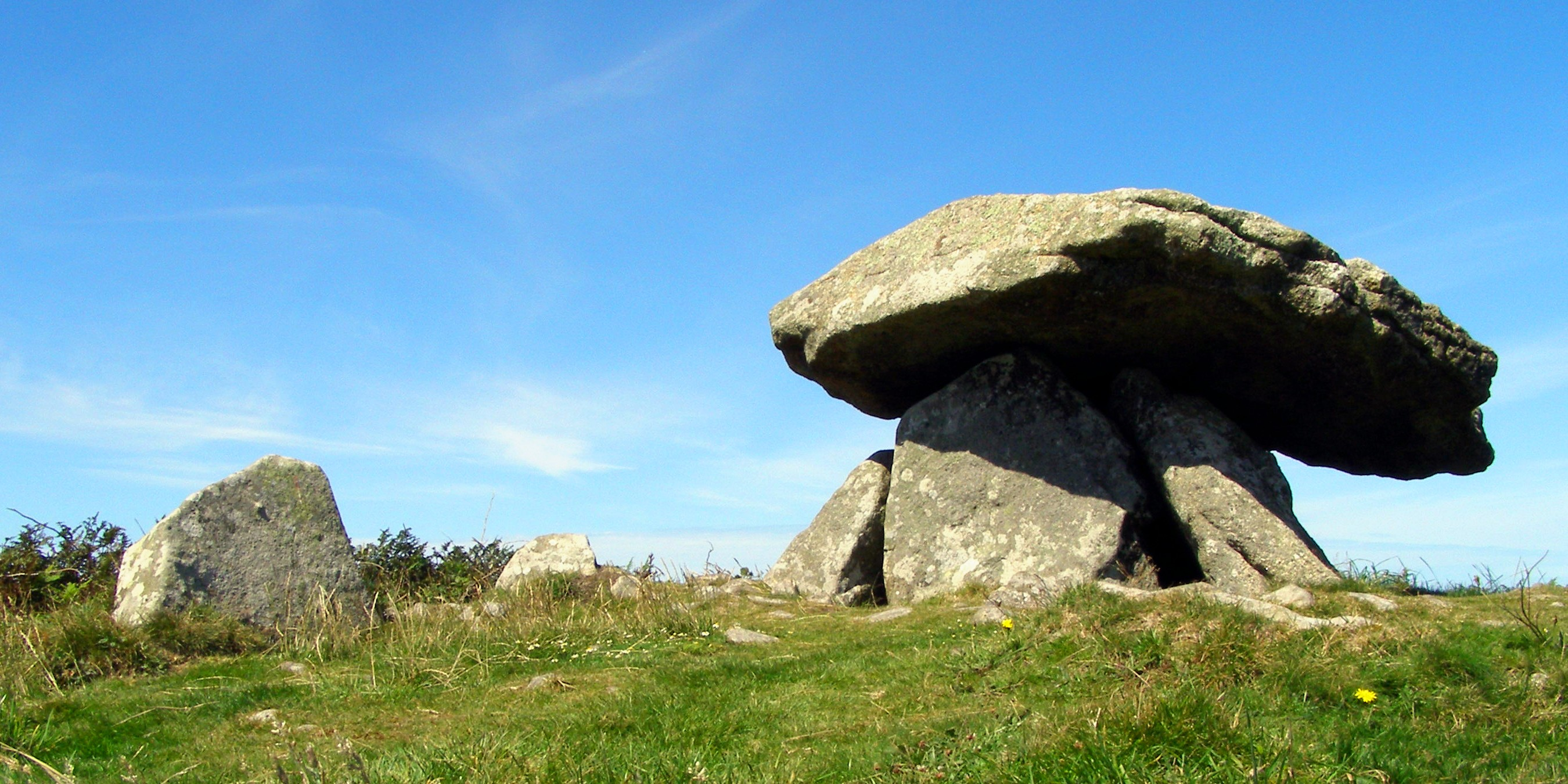
Chûn Quoit, Cornwall, England

Der Chûn Quoit ist ein etwa 5500 Jahre alter Dolmen aus der Jungsteinzeit und der besterhaltene Quoit in der Grafschaft Cornwall. Chûn leitet sich aus dem kornischen Chy-an-Woone ab, was Haus über den Niederungen bedeutet. 

## Lage

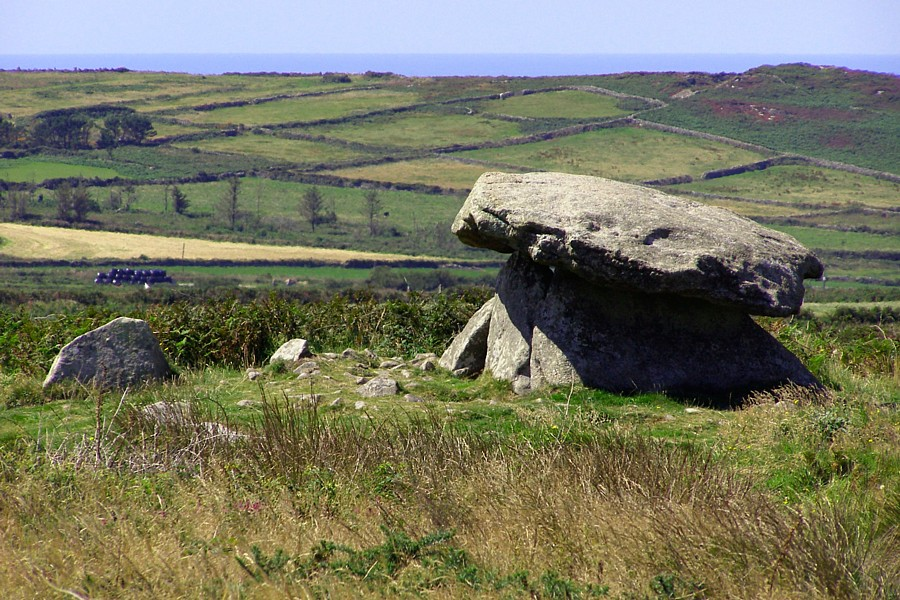
Blick über die Hügel zum Meer

Der Chûn Quoit befindet sich westlich von Penzance zwischen Pendeen und Great Bosullow und kann über einen Weg erreicht werden, der auf halber Strecke auf der Straße von Morvah nach Bojewyan links nach Südosten abzweigt. Man kann auch über die Landstraße Bocaswell Downs zu ihm gelangen, wenn man von Pendeen aus kommend nach 1,5 km den Weg nach links in Richtung Nordosten eingeschlägt. Der Quoit befindet sich auf einem Hügelkamm mit Blick über die umliegenden sanften Anhöhen auf das offene Meer. Es ist anzunehmen, dass durch die Lage ein bestimmtes Gebiet beansprucht werden sollte und die Gemeinschaft durch hier vorgenommene Kulthandlungen enger aneinander und an diese Gegend gebunden wurde.
In der Umgebung befinden sich weitere Megalithanlagen:
- Boscawen-ûn
- Lanyon Quoit
- Mên-an-Tol
- Merry Maidens
- Mulfra Quoit
- Steinkreis von Boskednan
- Steinkreis von Tregeseal
- Tregiffian
- Zennor Quoit

Eine eisenzeitliche Siedlung ist das 200 m entfernt gelegene Hillfort Chûn Castle.

## Aufbau

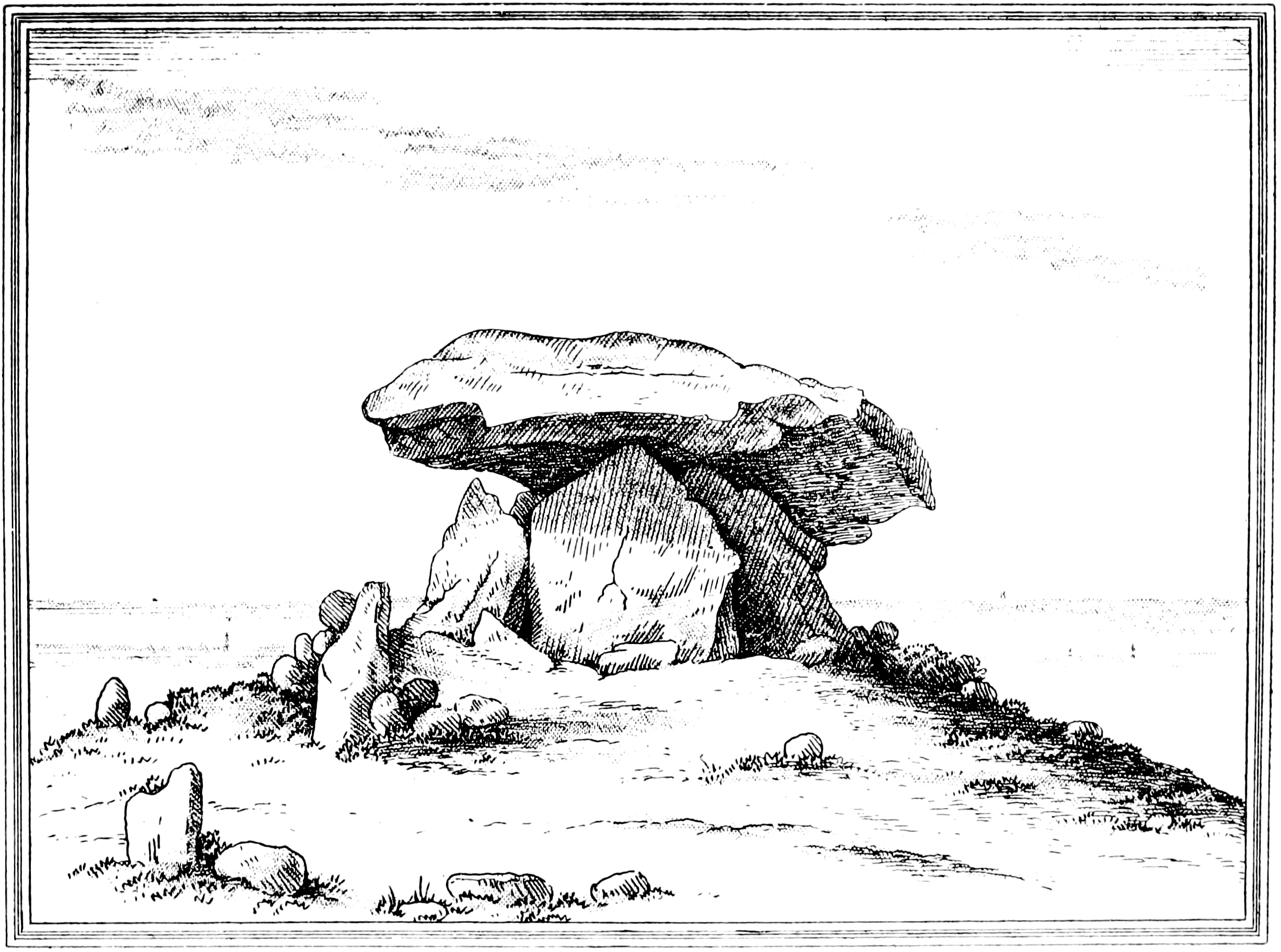
Zeichnung von 1899

Der Chûn Quoit war wahrscheinlich wie andere Quoits auch ein Portalgrab und von einem Erdhügel bedeckt, von dessen steinerner Randbefestigung noch Reste vorhanden sind. Die pilzförmig gewölbte, leicht elliptisch geformte Deckplatte, die von vier 1,5 m hohen Pfeilern getragen wird, besitzt Achsenlängen von 3,3 m und 3,0 m und weist an der dicksten Stelle einen Durchmesser von 80 cm auf. Im Südosten scheint sich ein Zugang befunden zu haben, der zur Kammer führte. Vermutlich war der Erdhügel an dieser Seite freigelegt und verfügte über einen Eingangsbereich. Erhalten sind fünf Tragsteine der Kammer und zwei vorgesetzte Platten, die die Stützsteine des Portals bildeten.
Als Quoit bezeichnet man in Cornwall und Wales Megalithanlagen sind, bei denen zwei gleich hohe, aufrecht stehende Steine mit einem Türstein dazwischen die Vorderseite einer Kammer bilden, die mit einem gelegentlich sehr großen Deckstein bedeckt ist.

## Forschungsgeschichte

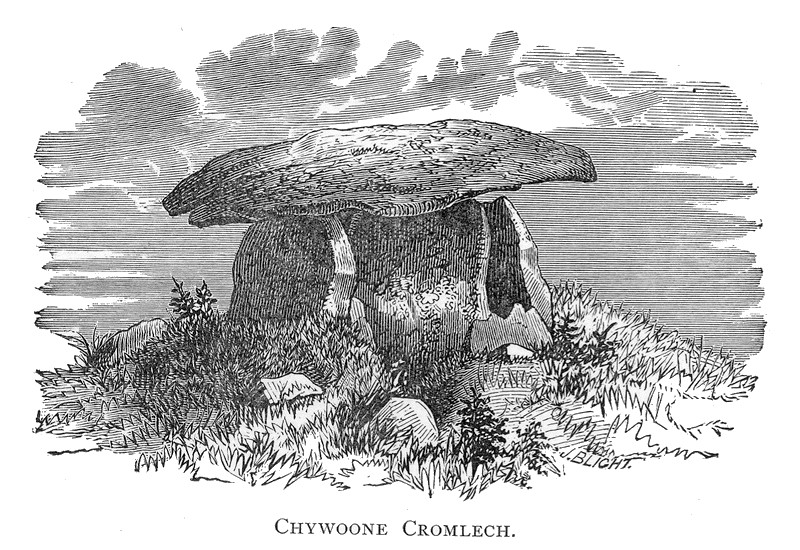
Zeichnung von William Copeland Borlase 1872

1769 wird die Megalithanlage in einer Publikation des Altertumsforschers William Borlase erstmals erwähnt und mit einer Zeichnung illustriert. Borlase erklärte in seiner kurzen Schilderung zudem, dass die kornischen Dolmen aufgrund des diskusförmigen Decksteins, der an einen Wurfring (engl. Quoit) erinnert, Quoits genannt werden. 1864 fertigte John Thomas Blight in seinem Werk Churches of West Cornwall auch eine Radierung des Chûn Quoit an. 1872 lieferte William Copeland Borlase, ein Urenkel von William Borlase, eine detailliertere Beschreibung. Er berichtete von einer kreisförmigen Böschung aus Stein- und Erdmaterial mit 12 m Durchmesser, die zum Dolmen hin anstieg und von Randsteinen begrenzt war, und fertigte dazu nebenstehende Zeichnung an. Es wurden Ausgrabungen vorgenommen, die keine signifikanten Funde hervorbrachten. Trotz der Ausgrabungsfunde geht die moderne Forschung davon aus, dass Megalithanlagen über eine lange Zeit als Gemeinschaftsgräber genutzt wurden. Noch in der Bronzezeit sollen Feuerbestattungen vor oder auf diesen Anlagen stattgefunden haben.